# Sommer-Paralympics 2024/Teilnehmer (Bulgarien)
| stlisierte Goldmedaille | stlisierte Silbermedaille | stlisierte Bronzemedaille |
| ----------------------- | ------------------------- | ------------------------- |
| 1                       | —                         | —                         |

Bulgarien entsandte eine Athletin und zwei Athleten zu den Paralympischen Sommerspielen 2024 in Paris. Als Fahnenträgerin bei der Eröffnungsfeier wurde Stela Eneva ausgewählt.

## Teilnehmer nach Sportart

### Leichtathletik
| Athleten           | Klassifizierung | Wettbewerb(e) | Zeit/Weite  | Rang |
| ------------------ | --------------- | ------------- | ----------- | ---- |
| Frauen             |                 |               |             |      |
| Stela Eneva        | F57             | Diskuswurf    | 30,59 m     | 4    |
| Männer             |                 |               |             |      |
| Ruzhdi Ruzhdi      | F55             | Kugelstoßen   | 12,40 m     | Gold |
| Hristiyan Stoyanov | T46             | 1500 m        | 3:52,27 min | 4    |